# Crambella teretifolia
Crambella es un género monotípico de plantas pertenecientes a la familia Brassicaceae. Su única especie Crambella teretifolia, es originaria de Marruecos.

## Taxonomía
Crambella teretifolia fue descrita por (Batt. & Trab.) Maire y publicado en Bulletin de la Société d'Histoire Naturelle de l'Afrique du Nord 15: 74. 1924.
sinonimia
- Crambe teretifolia Batt. & Trab.	[3]